# إريك غيهريك
إريك غيهريك (بالإنجليزية: Eric Gehrig)‏ (25 ديسمبر 1987 بهارفي في الولايات المتحدة - ) هو لاعب كرة قدم أمريكي في مركز الوسط. لعب مع شيكاغو فاير وكولومبوس كرو ونادي سانت لويس وChicago Fire U-23 ‏.

## روابط خارجية
- إريك غيهريك على موقع الدوري الأمريكي (الإنجليزية)
- إريك غيهريك على موقع قاعدة بيانات كرة القدم.إي يو (الإنجليزية)
- إريك غيهريك على موقع Soccerway.com (الإنجليزية)
- إريك غيهريك على موقع عالم كرة القدم.نت (الإنجليزية)
- إريك غيهريك على موقع AS.com (الإسبانية)